# Nicky Jam
 (septembre 2020).
Si vous disposez d'ouvrages ou d'articles de référence ou si vous connaissez des sites web de qualité traitant du thème abordé ici, merci de compléter l'article en donnant les références utiles à sa vérifiabilité et en les liant à la section « Notes et références ».
Pour les articles homonymes, voir Nicky.
Nick Rivera Caminero dit Nicky Jam, né à Boston le 17 mars 1981, est un chanteur et compositeur américain de reggaeton. Il est reconnu à travers le monde comme étant l’un des pionniers du Reggaeton.
Il a notamment remporté en 2015 le Latin Grammy Award de la « Meilleure prestation urbaine » avec Enrique Iglesias. Son titre X en featuring avec J Balvin a été visionné sur Youtube plus de deux milliards de fois.

## Biographie

### Jeunesse
Nick Rivera Caminero naît à Boston dans le Massachusetts le 17 mars 1981, d'un père portoricain et d'une mère dominicaine. Il déménage avec son père et sa petite sœur, à l'âge de 8 ans, vers San Juan à Porto Rico. Dès son plus jeune âge, Nicky est baigné dans la culture reggaeton et commence à rapper dans les supermarchés de son quartier. Un jour, son talent a attiré l'attention de l'épouse d'un directeur d'une maison de disque. À l'âge de 14 ans, le natif de Boston compose son premier disque : Distinto a los Demás.

### Carrière
Tout s'accélère pour le jeune prodige, qui dans les années 2000 forme un duo avec Daddy Yankee. Les deux artistes porto-ricains forment le groupe (los Cangris). Le groupe connait un énorme succès entre 2000 et 2001. Nicky et Daddy commencent petit à petit à se faire un nom notamment en Amérique latine. Nicky Jam et Daddy Yankee quittent quelque temps San Juan pour rejoindre New York à la suite de soucis avec certaines personnes à San Juan, à leur retour, ils reprennent leurs activités et cartonnent de nouveau. Ils composent de nombreux sons ensemble mais des désaccords entre les deux artistes provoquent leur séparation en 2004. Après un séjour en prison, Nicky décide de s'en prendre à Daddy dans ses dernières musiques, lui reprochant de l'avoir abandonné. Tout cela entame un essoufflement dans sa carrière. Le jeune prodige tentera de se relancer en vain.
Pour se relancer, Nicky Jam décide de rejoindre Medellín entre 2004 et 2010. Il remonte donc sur scène à Medellín en Colombie, Ils offrent de multiples représentations dans des clubs. Grâce aux soutiens de ses fans ainsi que de sa famille, sa carrière prend alors un nouveau tournant, il réussit à s'échapper des griffes de la drogue et l'alcool et revient plus fort que jamais. Il rencontre Juan Diego, son nouveau manager, viennent de nouveaux tubes par la suite comme "Piensas en Mi" qui marque d'ailleurs son retour, "Si Tu No Estas", "Curiosidad", "Travesuras", ainsi que "Voy a Beber". Tous ses derniers titres figurent dans son nouvel album sorti en 2014 Greatest Hits Vol.1 qui remporte un succès continental. C'est lors de cette période qu'il fonde son propre label nommé La Industria, Inc.
Ce n'est qu'en 2015 que Nicky Jam va changer de dimension, il s’associe à Enrique Iglesias pour sortir le titre 'El Perdon' qui se révèle être un succès en Amérique Latine et en Europe, en atteignant la première place des charts en Espagne, Italie, Suisse, aux Pays-Bas et en France. Ils reçoivent d'ailleurs le prix de la meilleure interprétation urbaine lors de la cérémonie des Latin Grammy's Awards 2015. La consécration internationale pour Nicky Jam. Puis vient le succès du single Hasta el amanecer, dont le clip comptabilise plus de 1 milliard de vues sur YouTube. Nicky Jam annonce préparer un tout nouvel album nommé Fénix pour le début de l'année 2017. Album qui est un succès, numéro 1 US Top Latin Albums (Billboard), Cet album marque aussi son retour avec Daddy Yankee. Il remporte plusieurs disques de platine[réf. nécessaire].
En 2017, il réalise en featuring avec Shakira "Perro Fiel".
En juin 2018, Nicky Jam a composé avec l'aide de Will Smith la chanson officielle "Live It Up" de la coupe du monde 2018, chanson qu'il a interprété aux côtés du rappeur américain Will Smith et de la chanteuse kosovar Era Istrefi lors de la cérémonie de clôture de la Coupe du Monde de la FIFA 2018 à Moscou, en Russie.
En 2018, Nicky Jam sort sa propre série sur Netflix, Nicky Jam : El ganador. La série raconte l’histoire de Nicky Jam et sa route vers le succès.
En Janvier 2020, Nicky Jam sort le titre Mueveló en Featuring avec Daddy Yankee.

### Vie privée

#### Famille
Nicky Jam a quatre enfants, nés en 2002, 2002, 2005 et 2012.
En 2015 il est en couple avec Angélica Cruz, lors d'une cérémonie catholique privée à Medellín en février 2017. En août 2018, le couple a demandé le divorce, invoquant des différences irréconciliables.
Le jour de la Saint-Valentin 2020, Nicky Jam s'est fiancée au mannequin Cydney Moreau. Après avoir posté une photo seul le jour de la Saint-Valentin 2021, Nicky Jam a confirmé que lui et Moreau n'étaient plus ensemble.
Il est sorti avec Livia Rici, Nati Torres et Paulina Cruz.

#### Santé
Dans une interview avec Vibe, il a déclaré qu'il souffrait d'un trouble déficitaire de l'attention.

### Prise de position politique
Le 14 septembre 2024, lors d'un meeting politique de soutien à Donald Trump à Las Vegas, le chanteur a annoncé publiquement qu'il soutenait la candidature de Trump aux élections présidentielles de 2024. Le 31 octobre 2024, il annonce retirer son soutien à Donald Trump.

## Discographie

### Albums
- 1994 : Distinto a Los Demas
- 2003 : Salon de la Fama
- 2001 : Haciendo escante
- 2004 : Vida escante
- 2005 : Vida Escante (special edition)
- 2007 : The Black Carpet
- 2014 : The Greatest Hits vol. 1
- 2014 : Nicky Jam Hits
- 2016 : Éxitos
- 2017 : Fenix
- 2019 : Intimo
- 2021 : Infinity

### Singles
- 1995 : Distinto a los Demás
- 1996 : Brinquen
- 1996 : Cuerpo de campeona
- 1996 : Levanta bien la mano
- 1997 : Un Casanova
- 1997 : Tripean
- 1998 : Mi gente tiene que bailar
- 1998 : Yo tengo algo
- 1999 : Tienen el control
- 2000 : Para la chica (avec Big Boy)
- 2000 : Pelean por fama
- 2001 : En la cama (avec Daddy Yankee)
- 2001 : Sabanas blancas (avec Daddy Yankee)
- 2001 : Suelta
- 2001 : Eres tu
- 2001 : Haciendo escante
- 2002 : Guayando (avec Daddy Yankee)
- 2003 : Me voy pal party
- 2004 : Tu Ojos
- 2012 : Curiositad
- 2014 : Travesuras
- 2014 : Travesuras (version remix - feat. Arcángel, J. Balvin, Zion et De La Ghetto)
- 2015 : Si no estas (feat. De La Ghetto)
- 2015 : El Perdón (no 65 aux États-Unis[12]) / Forgiveness (no 56 aux États-Unis[12]) (avec Enrique Iglesias)
- 2016 : Hasta el amanecer (no 8 au US Hot Latin Songs[13])
- 2017 : El Amante
- 2017 : Si Tú la Ves (feat. Wisin)
- 2017 : Bella y Sensual (avec Romeo Santos et Daddy Yankee)
- 2018 : X (avec J. Balvin)
- 2018 : Live It Up (feat. Will Smith et Era Istrefi)
- 2018 : Satisfacción (avec Bad Bunny et Arcángel)
- 2018 : Jaleo (avec Steve Aoki)
- 2018 : Good Vibes (avec Fuego)
- 2018 : Baby (avec Amenazzy et Farruko)
- 2019 : Que Le Dé (avec Rauw Alejandro)
- 2019 : Back in the City (avec Alejandro Sanz)
- 2019 : Te Robaré (avec Ozuna)
- 2019 : Date La Vuelta (avec Luis Fonsi et Sebastián Yatra)
- 2019 : Ven y Hazlo Tú (avec Anuel AA, J. Balvin et Arcángel)
- 2019 : Mona Lisa (avec Nacho)
- 2019 : Rebota (Remix) (avec Guaynaa et Farruko feat. Becky G and Sech)
- 2019 : Atrévete (avec Sech)
- 2019 : El Favor (avec Dimelo Flow and Farruko featuring Sech, Zion and Lunay)
- 2019 : Bota Fuego (avec Mau y Ricky)
- 2019 : Whine Up (avec Anuel AA)
- 2020 : Muévelo (avec Daddy Yankee)
- 2020 : Polvo (avec Myke Towers)
- 2021 : Fan De Tus Fotos (avec Romeo Santos)
- 2021 : Pikete (avec El Alfa)
- 2022 : Sin Novia
- 2023 : Calor (avec Beéle)

### Singles en collaboration
- 2017 : Rockstar (Latin Remix) (avec Post Malone et Ozuna)
- 2017 : Perro Fiel (avec Shakira)
- 2019 : Solito (Lonely) (avec Messiah et Akon)
- 2019 : Cuarderno (avec Dalex, Justin Quiles, Sech, Lenny Taváres, Lenny, Rafa Pabon et Feid)
- 2019 : Mi Ex (avec Ñejo)
- 2019 : Una Lady Como Tu (Remix) (avec MTZ Manuel Turizo)
- 2019 : Otro Trago (Remix) (avec Sech, Darell, Anuel AA et Ozuna)
- 2019 : Comerte A Besos (avec Justin Quiles et Wisin)
- 2019 : No Me Hagas Daño (avec Patricia Zavala et Ricardo Montaner)
- 2019 : Date La Vuelta (avec Luis Fonsi et Sebastián Yatra).
- 2019 : Verte Ir (avec Dj Luian, Mambo Kingz, Anuel AA, Darell et Brytiago)
- 2019 : Que Mas Pues (de Sech feat. Maluma, Farruko, Justin Quiles, Dalex et Lenny Tavárez)
- 2020 : A Correr Los Lakers (Remix) (avec El Alfa "El Jefe", Ozuna, Arcángel, Secreto "El Famoso Biberon")
- 2020 : Desahogo (avec Carla Morrison)
- 2020 : Porfa (Remix) (avec Feid, Justin Quiles, J. Balvin, Maluma et Sech)
- 2020 : Masoquista (avec Tempo)
- 2020 : Tú y Yo, (avec Justin Quiles et Valentino)
- 2020 : Bad Con Nicky, (avec Bad Bunny)
- 2020 : Yo No Sé (Remix) (avec Mati Gómez et Reik)
- 2020 : Vida Loca (avec Black Eyed Peas, Tyga)
- 2020 : Sube La Music (avec De La Ghetto)
- 2020 : Wow Remix (avec Bryant Myers, Arcángel, El Alfa et Darell)
- 2020 : Verdinha Remix (avec Ludmilla, Topo La Maskara)
- 2020 : Uchi Wala (avec Maffio, Akon)
- 2020 : Billetes (avec Play-N-Skillz, Nicky Jam et Natanael Cano).
- 2021 : Loco (avec Wisin).
- 2021 : Leyendas (avec Karol G, Wisin y Yandel, Ivy Queen, Zion, Alberto Stylee)
- 2021 : Dime Si Tu (feat. Anonimus, Guaynaa, Arcangel, De La Ghetto et Kevvo)
- 2021 : Millonario (Remix) (avec Messiah, Ozuna)
- 2021 : Underdog (avec Alicia Keys, Rauw Alejandro)
- 2021 : Poblado, (Avec. Karol G, J Balvin, Crissin, Totoy El Frio, Natan & Shander).
- 2021 : Triste, (Avec. Pacho El Antifeka).
- 2023 : Déjalo En Visto, (Avec. Piso 21).
- 2025 : Cuentale (David Guetta & Willy William & Nicky Jam)

### Autres singles[Quoi ?]
- 2001 : Vamos A Perriar
- [Quand ?] Tus Ojos
- [Quand ?] Loco
- [Quand ?] Ton Ton Ton (feat. Rakim y Ken-Y)
- [Quand ?] Pasado (feat. Rakim y Ken-Y)
- [Quand ?] En la Cama (feat. Daddy Yankee)
- [Quand ?] Descontrol
- [Quand ?] Mayor que yo (version remix - avec La India, Rakim y Ken-Y et Carlito's Way)
- [Quand ?] Tiraera pa (feat. Daddy Yankee)
- 2003 : Me Voy Pa'l Party
- 2004 : Vive Contigo
- 2004 : Chambonea
- 2012 : Yo No Soy Tu Marido (existe notamment une version anglaise)
- 2017 : El Ganador

## Filmographie
- 2003 : Los Videos Del Reggaeton 2.
- 2004 : Reggaeton Super Videos.
- 2005 : Reggaeton Mega Mix Video.
- 2005 : CrossBones.
- 2006 : Spiff TV: Vol. 1: Reggaeton Invasion.
- 2008 : RKM & Ken-Y: Romantico 360 Degrees: Live from Puerto Rico.
- 2017 : XXX: Reactivated.
- 2018 : Nicky Jam : Le Gagnant.
- 2020 : Bad Boys for Life d'Adil El Arbi et Bilall Fallah.

## Distinctions et records

### Records
Sur la plateforme YouTube, Nicky Jam totalise pour ses vidéoclips, un nombre total de plus de 17 milliards de vues.

### Distinctions
- Top Latin Album of the Year, Billboard Latin Music Awards 2018.
- Latin Rhythm Album of the Year, Billboard Latin Music Awards 2018.
- Digital Song of the Year Billboard Latin Music Awards 2017.
- Streaming Song of the Year Billboard Latin Music Awards 2017.
- Latin Rhythm Song of the Year Billboard Latin Music Awards 2017.
- Hot Latin Songs Artist of the Year, Male,	Billboard Latin Music Awards 2017.
- Latin Rhythm Songs Artist of the Year, Solo.	Billboard Latin Music Awards 2017.
- Hot Latin Song of the Year, Billboard Latin Music Awards 2017.
- Top Latin Song, Billboard Music Awards 2017.
- Latin Artist Of The Year, iHeartRadio Music Awards 2017.
- Voz del Momento, Premios Juventud 2016.
- Mi Artista Urbano, Premios Juventud 2016.
- Latin Song Of the year, iHeartRadio Music Awards 2016.
- Collaboration of the Year,	Premio Lo Nuestro 2016.
- Urban Song of the Year, Premio Lo Nuestro 2016.
- Urban Artist of the year, Premio Lo Nuestro 2016.
- Hot Latin Song of the Year, Billboard Latin Music Awards 2016.
- Latin Rhythm Song of the Year,	 Billboard Latin Music Awards 2016.
- Airplay Song of the Year Billboard Latin Music Awards 2016.
- Streaming Song of the Year, Billboard Latin Music Awards 2016.
- Hot Latin Song of the Year, Vocal Event, 	 Billboard Latin Music Awards 2016.
- Digital Song of the Year Billboard Latin Music Awards 2016.
- Best Urban Performance, Latin Grammy Awards 2015.
- Meilleure interprétation urbaine, Latin Grammy Awards 2015.
- Latin Rhythm Songs Artist of the Year, Solo, Billboard Latin Music Awards 2015.
- Party Starding Song, Premios Tu Mundo 2015.
- Song of the Year, Latin American Music Awards 2015.
- Favorite Collaboration, Latin American Music Awards 2015.
- Favorite Streaming Song, Latin american music awards 2015.
- YouTube Music Award 2015.